# Adolf Láng
Adolf Láng (15. června 1848, Praha – 2. května 1913, Vídeň) byl uherský architekt, významný představitel eklektického slohu.

## Životopis
Láng vystudoval architekturu na vídeňské polytechnice. Ve věku 26 let vyhrál mezinárodní architektonickou soutěž na postavení budovy muzea výtvarného umění (Műcsarnok) v Budapešti. Po krátkém učitelském působení v Praze a v Bukurešti se usadil v uherské metropoli. Poslední roky života prožil ve Vídni, kde působil jako učitel na Akademii umění, ale nadále i jako architekt. Jeho nejvýznamnějším dílem na Slovensku je budova košického státního divadla.

## Významná díla
- Stará budova Hudební akademie, Budapešť (1877–79)
- Lázně, Segedín (1894)
- bývalé Maďarské divadlo (Magyar Színház), Budapešť (1897)
- Národní divadlo, Pécs (1893–95)
- Centrum všeobecného vzdělávání (Közművelődési Palota), Segedín (1895–96), v současnosti Móra Ferenc muzeum
- Radnice, Pécs (1907)
- Státní divadlo Košice (1899)

## Galerie

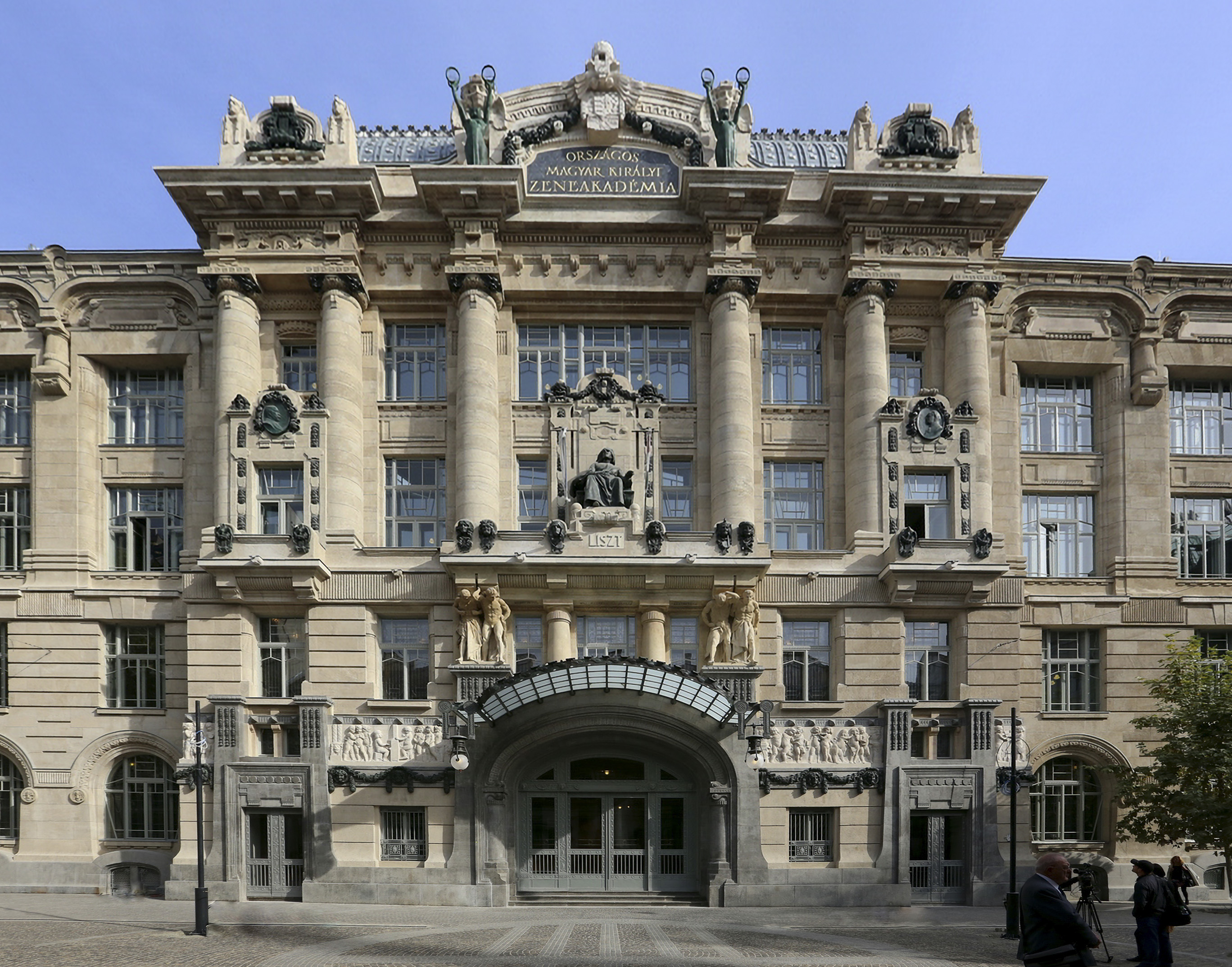
Hudební akademie, Budapešť (1877–79)
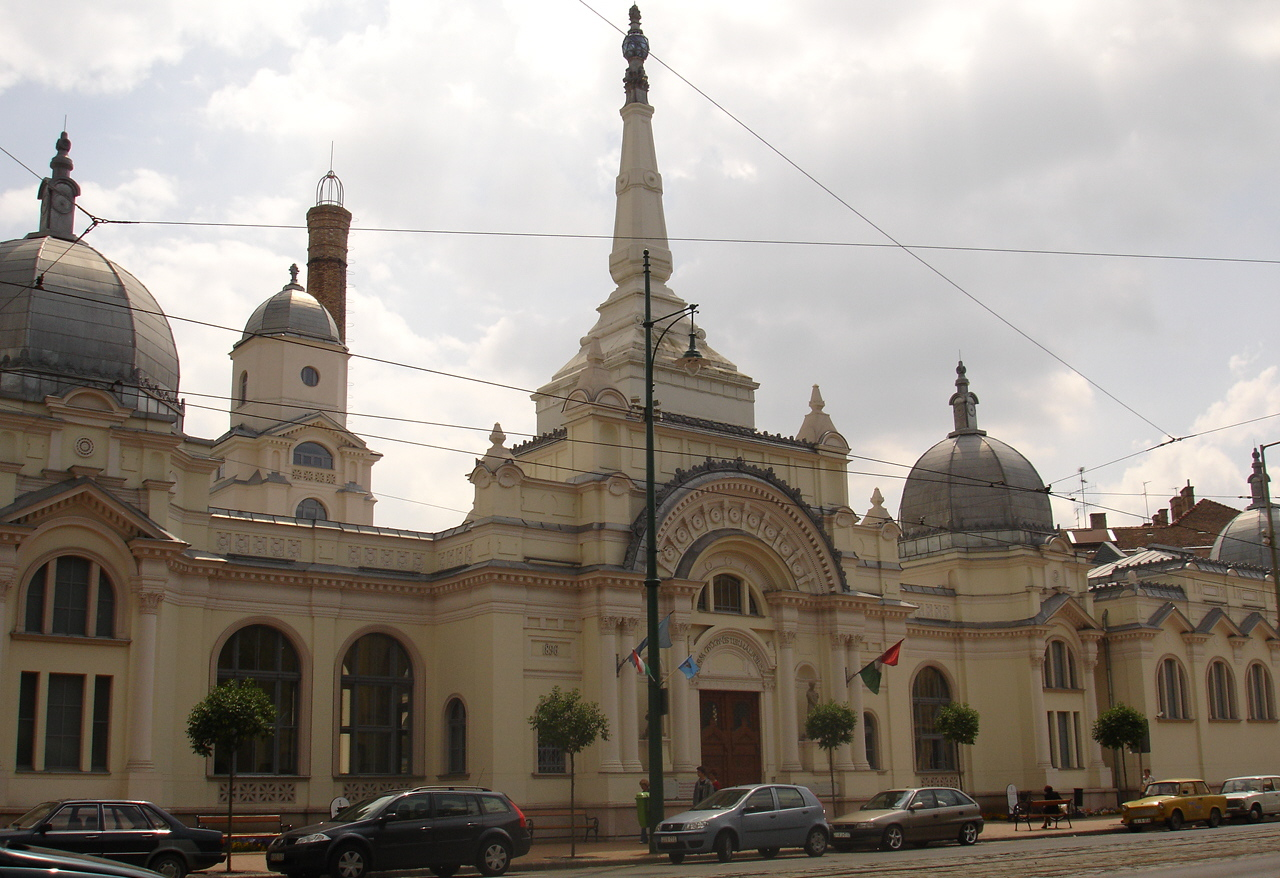
Lázně, Segedín (1894)
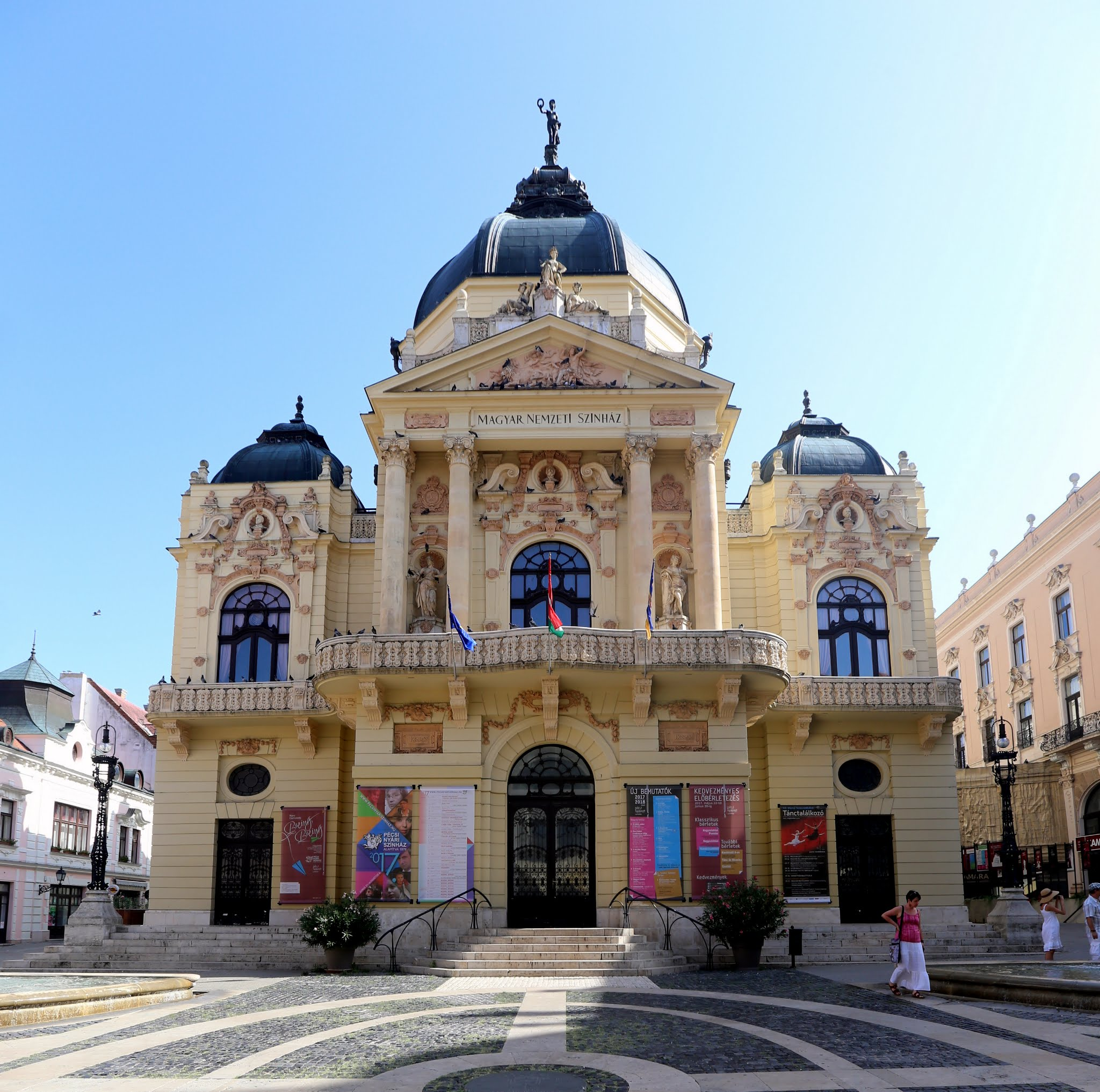
Národní divadlo, Pécs (1893–95)
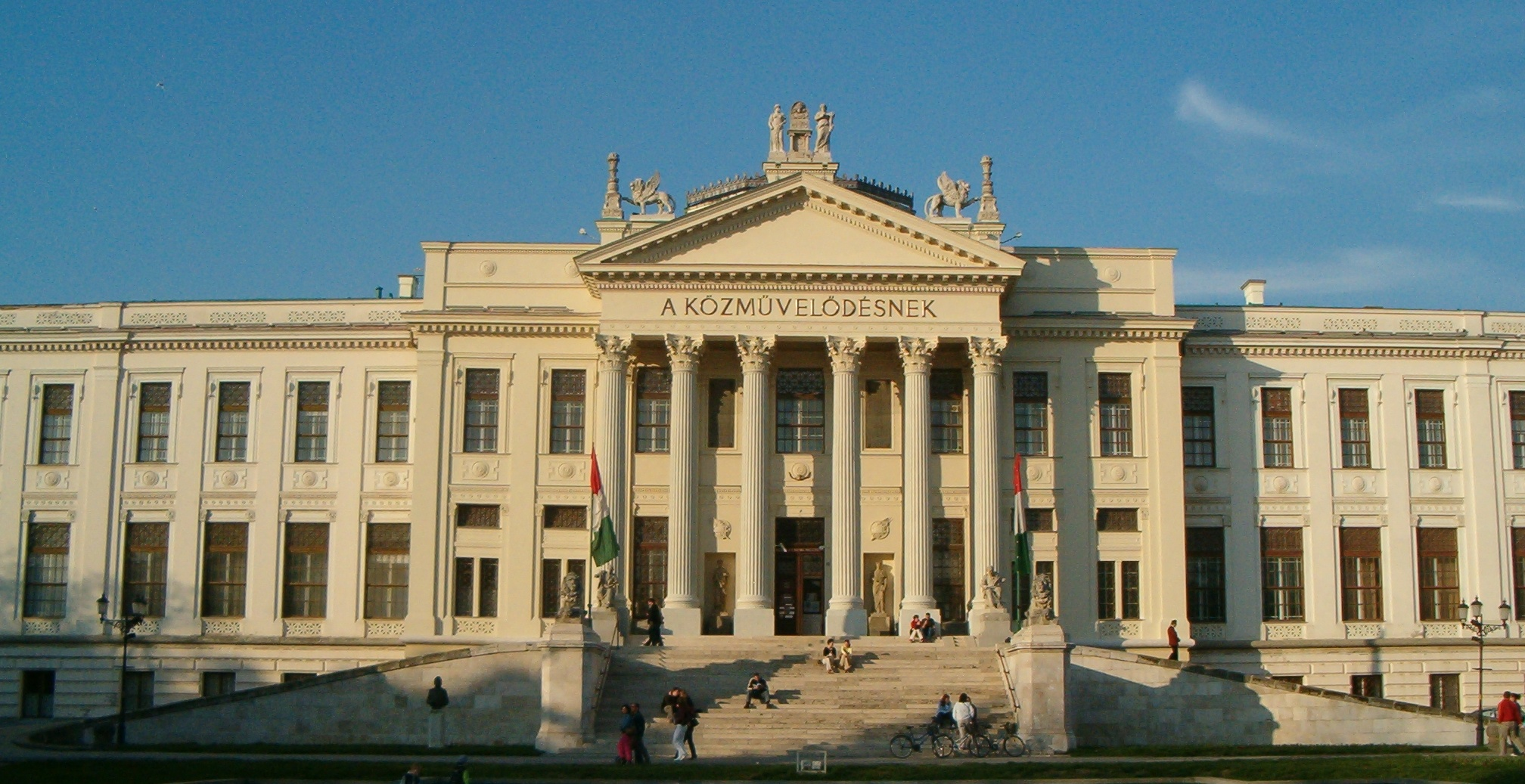
Móra Ferenc muzeum, Segedín (1895–96)
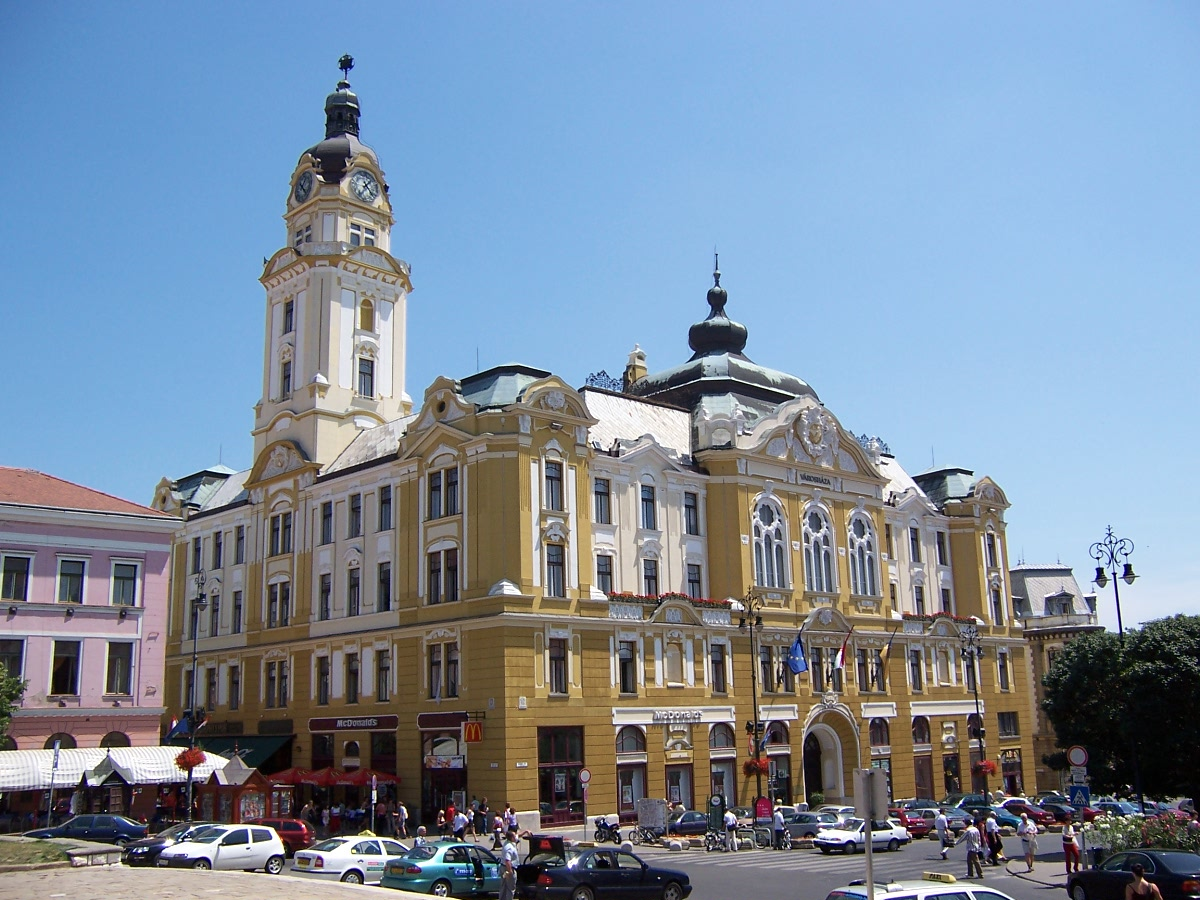
Radnice, Pécs (1907)
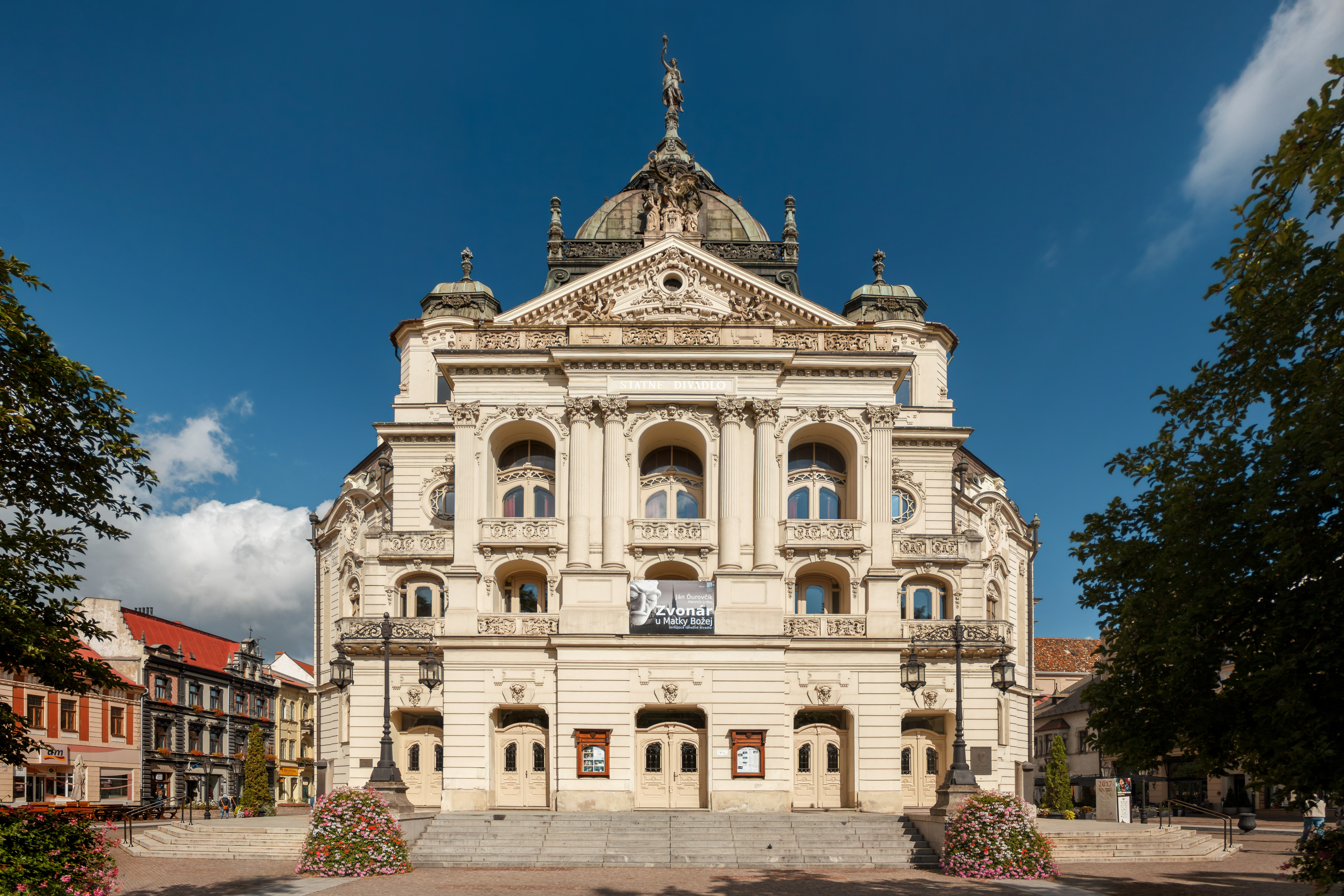
Státní divadlo Košice (1899)